# Giải quần vợt Việt Nam Mở rộng
Giải quần vợt Việt Nam Mở rộng là 1 giải đấu quần vợt tổ chức tại Thành phố Hồ Chí Minh, Việt Nam, từ năm 2015. 
Sự kiện này là một phần của ATP Challenger Tour và được chơi ở sân cứng ngoài trời.

## Chung kết

### Đơn
| Năm  | Nhà vô địch     | Á quân          | Tỷ số         |
| ---- | --------------- | --------------- | ------------- |
| 2017 | Mikhail Youzhny | John Millman    | 6–4, 6–4      |
| 2016 | Jordan Thompson | Go Soeda        | 5-7, 7-5, 6-1 |
| 2015 | Saketh Myneni   | Jordan Thompson | 7–5, 6–3      |

### Đôi
| Năm  | Nhà vô địch                           | Á quân                                    | Tỷ số              |
| ---- | ------------------------------------- | ----------------------------------------- | ------------------ |
| 2017 | Saketh Myneni Vijay Sundar Prashanth  | Ben McLachlan Go Soeda                    | 7–6(7–3), 7–6(7–5) |
| 2016 | Sanchai Ratiwatana Sonchat Ratiwatana | Jeevan Nedunchezhiyan Ramkumar Ramanathan | 7-5, 6-4           |
| 2015 | Tristan Lamasine Nils Langer          | Saketh Myneni Sanam Singh                 | 1–6, 6–3, [10–8]   |